# Ray Barlow
Raymond John Barlow est un footballeur anglais né le 17 août 1926 à Swindon, dans le Wiltshire, et mort le 14 mars 2012 à Bridgend, au pays de Galles. Il évolue au poste de milieu de terrain. La majorité de sa carrière professionnelle s'est déroulée au club de West Bromwich Albion.

## Biographie

### Carrière en club
Ray Barlow commence à jouer pour West Bromwich Albion en 1944. Après la fin de la Seconde Guerre mondiale, il dispute son premier match officiel pour le club en septembre 1946, une victoire 7 à 2 contre Newport County durant laquelle il inscrit un but. Il contribue à la promotion de West Bromwich Albion en première division au cours de la saison 1949-1950 et participe à la victoire en Coupe d'Angleterre durant la saison 1953-1954. Il succède à Len Millard (en) comme capitaine à la fin des années 1950.
Barlow est transféré au club voisin de Birmingham City en 1960. Affaibli par l'âge et les blessures, il ne dispute qu'une poignée de matches pour Birmingham City au cours de la saison 1960-1961 avant de terminer sa carrière au Stourbridge FC (en), un club de non-League.

### Carrière internationale
Ray Barlow ne dispute qu'un seul match avec la sélection nationale anglaise : une victoire 2 à 0 contre l'Irlande du Nord le 2 octobre 1954 à Belfast.

### Vie privée
Après sa retraite, Ray Barlow travaille dans un débit de tabac à West Bromwich, puis dans un bureau de poste à Stourbridge. À sa mort, le 14 mars 2012, il était le dernier survivant de l'équipe victorieuse en finale de la Coupe en 1954.

## Palmarès
- Coupe d'Angleterre : 1954